# John Albert
John Albert, född 19 januari 1989, är en amerikansk professionell ishockeyspelare som spelar för Winnipeg Jets i NHL.
Han draftades i sjätte rundan i 2007 års draft av Atlanta Thrashers som 175:e spelare totalt.